# Py Sörman
Py Sörman, egentligen Ingrid Amalia Sörman (Forsberg-Flerke), född 25 augusti 1897 i Värö socken, död 19 april 1947 i Stockholm, var en svensk författare.

## Biografi
Py Sörman var dotter till kontraktsprosten Johannes Sörman och Sigrid Heüman och växte upp i Värö i en schartauansk prästsläkt. Sörman debuterade 1921 med romanen Han, där huvudpersonen är en ung kvinna som slits mellan gamla och nya kvinnoideal. Författarskapet spände från underhållningsromaner till tragiska livsskildringar. Hon hade en förkärlek för det morbida, excentriska och fantastiska, men berättar med humor och psykologisk insikt. Med romanen Aloë vann hon tredje pris i den stora nordiska romanpristävlingen 1931. I romanen Särlinge – byn på slätten skildrar hon en miljö lik hennes egen uppväxtmiljö, och med den fick hon sitt genombrott.
Py Sörmans arkiv är bevarade i Kungliga biblioteket. Hon är begravd på Katolska kyrkogården i Stockholm.